# Kõnnu (Valjala)
Kõnnu – wieś w Estonii, w prowincji Sarema, w gminie Valjala.